# 5464 Weller
5464 Weller (1985 VC1) là một tiểu hành tinh vành đai chính được phát hiện ngày 7 tháng 11 năm 1985 bởi E. Bowell ở Flagstaff.